# Minka (architettura)

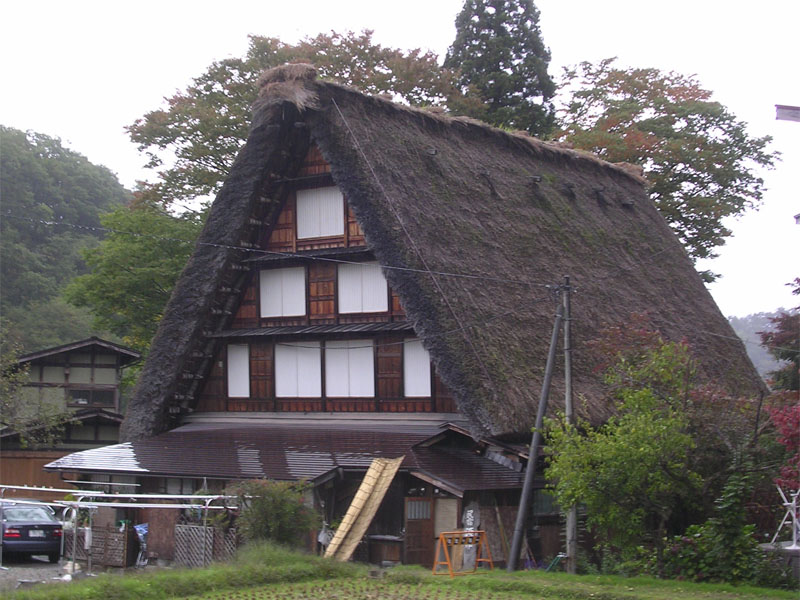
Una casa minka in stile gasshō-zukuri nel villaggio Shirakawa, nella prefettura di Gifu.

I minka (民家? lett. "casa della gente") sono case rurali di architettura spontanea, costruite in uno qualunque dei diversi stili tradizionali giapponesi.

## Storia
Durante l'ultima parte del periodo Heian vi sono le prime apparizioni documentate di case di questo tipo: sono caratterizzate dall'uso di materiali locali e dell'ampio utilizzo della manodopera, essendo principalmente costruite in legno, con piccoli piani terra e tetti di paglia. Nel contesto della divisione della società giapponese, i minka erano gli alloggi di agricoltori, artigiani e mercanti (le tre caste non-samurai). Questa connotazione non esiste più nella lingua giapponese moderna e qualunque residenza in stile tradizionale giapponese sufficientemente antica può essere chiamata minka.

## Interno

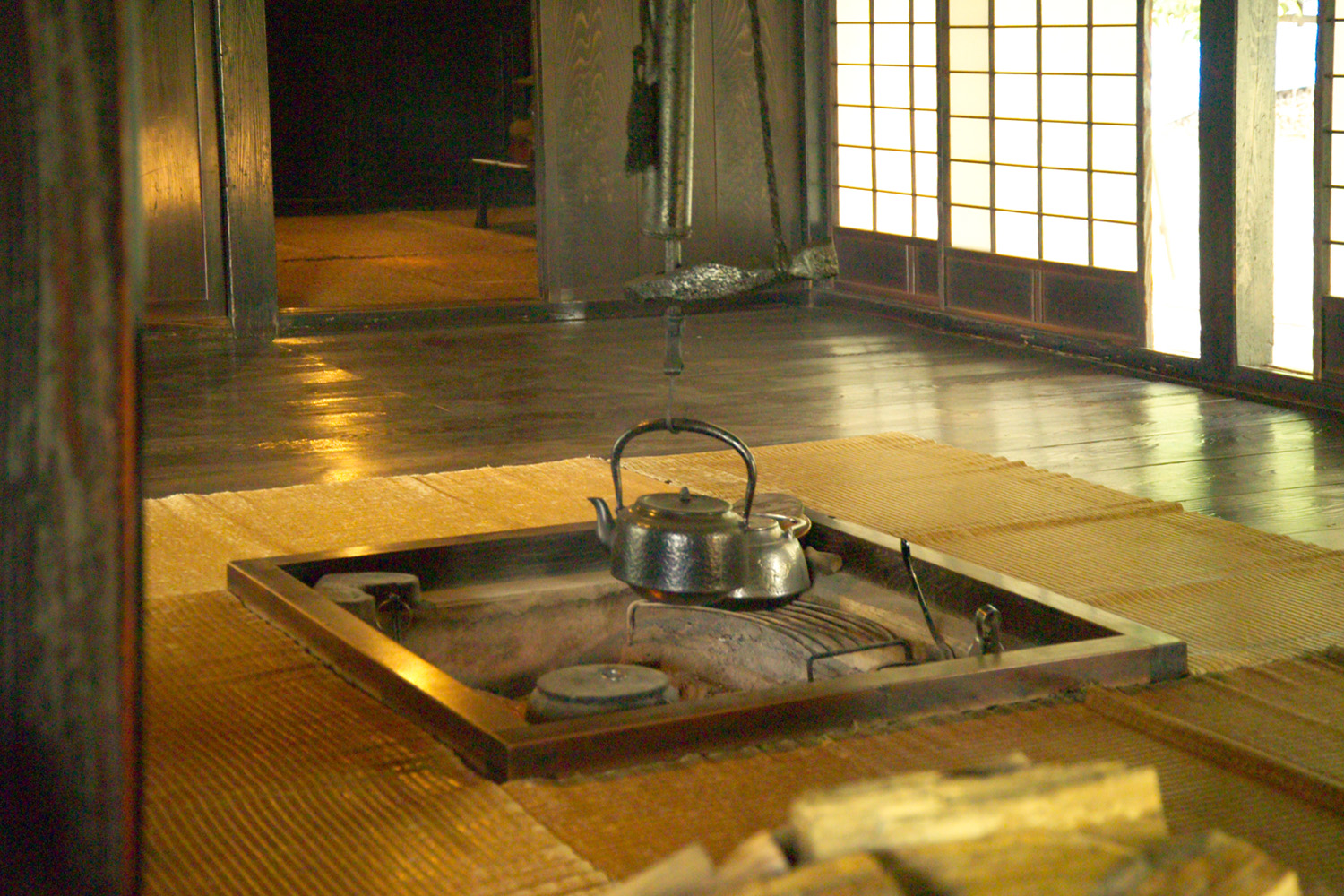
Irori (囲炉裏)

L'interno di un minka era generalmente diviso in due sezioni: un piano inferiore di terra compattata, chiamato doma (土間?), e uno rialzato (generalmente di ca. 50 cm al di sopra del doma) coperto di tatami o tappeti mushiro. Le grandi fattorie hanno di solito una veranda interna rialzata con pavimento in legno (hiroshiki (広敷?)).